# Evolution Skateboarding
Evolution Skateboarding est un jeu vidéo de skateboard développé par Konami Computer Entertainment Osaka et édité par Konami, sorti en 2002 sur GameCube et PlayStation 2.

## Accueil
- IGN : 4,3/10 (GC)[1] - 3/10 (PS2)[2]
- Jeux vidéo Magazine : 8/20 (PS2)[3]